# Gora Pestelja
Der Gora Pestelja (Transkription von russisch Гора Пестеля) ist ein Nunatak im ostantarktischen Königin-Maud-Land. Er ragt in der Gjelsvikfjella des Fimbulheimen auf.
Russische Wissenschaftler benannten ihn. Der weitere Benennungshintergrund ist nicht überliefert.